# 普萊森特希爾鎮區 (北卡羅萊納州北安普頓縣)
普萊森特希爾鎮區（英語：Pleasant Hill Township）是位於美國北卡羅萊納州北安普頓縣的一個鎮區。

## 地方資料
普萊森特希爾鎮區的面積為62.41平方千米，皆為陸地。根據2020年美國人口普查的數據，當地共有人口610人，而人口密度為每平方千米9.77人。